# Luise-Henrietten-Stift
Das Luise-Henrietten-Stift in Lehnin, Brandenburg, rund 25 Kilometer südwestlich von Potsdam, ist seit dem 1. Januar 2004 eine diakonische Einrichtung des Evangelischen Diakonissenhauses Berlin Teltow Lehnin, einer Stiftung bürgerlichen Rechts; zuvor war das Stift Sondervermögen der Evangelischen Kirche in Berlin-Brandenburg-schlesische Oberlausitz. Viele seiner Gebäude und das Gelände gehörten dem ehemaligen Zisterzienser-Kloster Lehnin. Romanisch-gotische Backsteinbauten und moderne Architektur bilden in wald- und wasserreicher Umgebung der Zauche ein Ensemble verschiedener helfender und heilender Einrichtungen, mit denen sich das Stift in der Tradition des Klosters sieht.

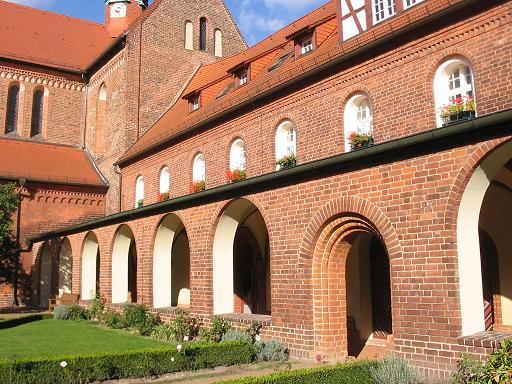
Cecilienhaus, Kreuzgang

## Geschichte
Im Prospekt „Gästehaus Kloster Lehnin“ formuliert das Stift, das 2004 über rund 400 Mitarbeiter verfügt, diese Tradition wie folgt: Mitten in einer seit der Klostergründung von Menschenhand geprägten Kulturlandschaft sehen wir uns bei der Bewahrung der Schöpfung und im pfleglichen Umgang mit der Natur in der Tradition der Zisterziensermönche.

### Gründung, Anfangszeit

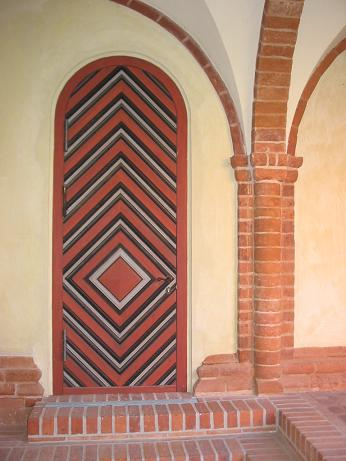
Im Kreuzgang

Im Jahr 1911 kaufte die Evangelische Landeskirche die Gebäude und gründete das Diakonissenmutterhaus Luise-Henrietten-Stift, mit dem nach langer Unterbrechung wieder eine geistliche Gemeinschaft in die Klosteranlage einzog. Seinen Namen wählte das Stift in Erinnerung an die Frau des Großen Kurfürsten Friedrich Wilhelm, die Kurfürstin Luise Henriette von Oranien, die Lehnin in der Mitte des 17. Jahrhunderts zu ihrer bevorzugten Sommerresidenz gemacht hatte. Lehniner Diakonissen leisteten in den 1920er und 1930er Jahren Dienst in vielen Brandenburger Krankenhäusern, denn das Mutterhaus sah seine Aufgabe in der Ausbildung und Entsendung von Gemeindeschwestern. Nach verschiedenen Umbauten und Erweiterungen der Gebäude waren auf dem zahlenmäßigen Höhepunkt 1936 128 Diakonissen und Probeschwestern in der Einrichtung tätig.

### Nationalsozialismus und Nachkriegszeit
Während der NS-Herrschaft im Dritten Reich war im Luise-Henriettenstift ein Kinderheim und Waisenhaus vorhanden. Im Kinderheim wurden die Säuglinge und Kleinkinder von politisch Verurteilten durch die Sondergerichte während der Strafverbüßung der Mütter untergebracht. Die Kosten für die Unterbringung der Kinder mussten von den Verurteilten selbst erbracht werden.
In der Zeit des Nationalsozialismus kam es zur Gleichschaltung der Stiftsleitung und im Zweiten Weltkrieg zur Schließung mehrerer Einrichtungen. 1943 bezog der sogenannte Generalbevollmächtigte Chemie (Gebechem) mehrere Gebäude des Stifts und ließ auf dem Gelände für seine Behörde sieben weitere Baracken errichten. Die Behörde koordinierte die Interessen der Kriegswirtschaft mit denen der Wehrmacht und SS und verteilte von hier aus KZ-Häftlinge und Zwangsarbeiter auf die Chemieindustrie.
Im Jahr 1945 richteten Ärzte und Diakonissen in den inzwischen leerstehenden Baracken ein Lazarett ein. 1949 begann der Umbau des ehemaligen Klosterwirtschaftshofes zu einem Krankenhaus, der nach knapp 20 Jahren zum Abschluss kam.
2011 wurde eine Gedenktafel des durch das Ministerium für Arbeit, Soziales, Frauen und Familie Brandenburg geförderten Projektes „FrauenOrte im Land Brandenburg“ installiert.

## Einrichtungen

### Klosterbereich

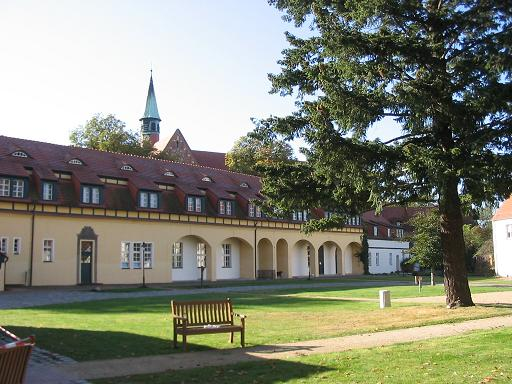
Elisabethhaus, ehemaliges Brauhaus

In der sehenswerten Klosterkirche St. Marien bietet das Stift neben Gottesdiensten gemeinsam mit dem Kloster Zinna als musikalische Besonderheit die Mittelalterreihe Musica Mediaevalis an. Der ehemalige klösterliche Konversenflügel der zentralen Klosteranlage ist heute als Luise-Henrietten-Haus das Hospiz und das Wohnhaus der Diakonissen und Schwestern. Seit der Einrichtung einer geriatrischen Rehabilitationsklinik mit Alten- und Pflegeheim 1993 im neuen Südflügel der zentralen Klosteranlage ist das Luise-Henrietten-Stift geriatrisches Zentrum in der Stiftung Evangelisches Diakonissenhaus Berlin Teltow Lehnin. Das Hospiz soll ein Altern bis zuletzt in Würde ermöglichen und bindet eine bedürfnisorientierte Palliativpflege und die Angehörigenbetreuung mit ein. Im Ostflügel mit dem Kreuzgang und Kapitelsaal, dem heutigen Cecilienhaus, befinden sich 2004 unter anderem die Stiftsverwaltung und die Küche. Heute verfügt das Stift ferner über eine Klinik für Innere Medizin und Palliativmedizin, Krankenpflegeschule, Diakoniestation und Kindergarten.
Das wahrscheinlich ehemalige klösterliche Hospital, das heute sogenannte Königshaus beheimatet eine Lernwerkstatt, ferner finden hier Lesungen und kleinere Kammerkonzerte statt. Das vor 1270 errichtete alte Abtshaus mit dem späteren Anbau Leibnizhaus dient heute als Gästehaus Kloster Lehnin, das für jedermann zugänglich ist. Im angrenzenden seit 1911 so genannten Elisabethhaus, dem ehemaligen klösterlichen Brauhaus, sind der Besucherempfang, der Fest- und Speisesaal des Stifts sowie im ersten Stock Unterkünfte für die Schülerinnen der Krankenpflegeschule untergebracht. Daneben gibt es hier die Dauerausstellung Zisterzienser in Brandenburg. In der ehemaligen Torkapelle hat das Stift eine Patientenbibliothek eingerichtet.
Das im neugotischen Stil gehaltene Pfarrhaus  aus dem Jahr 1845 ist heute Sitz der Superintendentur des Kirchenkreises Belzig-Lehnin. Das Amtshaus aus dem Jahr 1696 wird zurzeit restauriert und wird nach seiner Fertigstellung ein neues Heimatmuseum beherbergen. Das ehemalige Kornhaus aus der Mitte des 14. Jahrhunderts als letztes großes noch nicht saniertes Gebäude wird nach der Planung des Stifts zu einem Restaurant mit Gartenterrasse ausgebaut; für den Dachstuhl sind Ausstellungen und Konzerte vorgesehen.

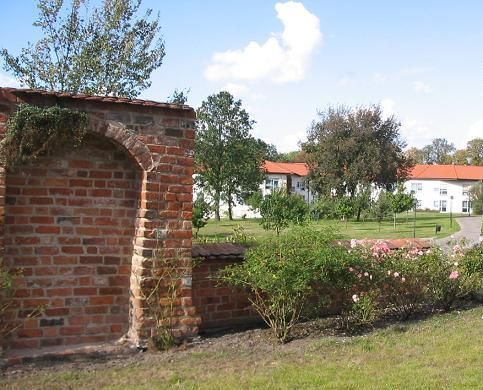
Mauer und modernes Altenhilfezentrum Lothar Kreyssig Haus

Das Sonnenschlösschen beherbergt ein Jugendhilfeprojekt des Stiftes mit einer Wohngruppe, in der unter einem therapeutischen Ansatz soziale und emotionale Störungen und Entwicklungen der Kinder und Jugendlichen gebremst werden sollen. Ziel dieser Arbeit ist, eine Rückkehr der jungen Patienten in die Familien zu ermöglichen. Verschiedene weitere Gebäude, die im 20. Jahrhundert hinzu kamen, sind Bestandteil der Kliniken. Das neue Altenhilfezentrum Lothar Kreyssig Haus nördlich der Kliniken fügt sich im Gegensatz zu dem riesigen Klinikbau harmonisch in die Landschaft ein.

### Außenbereich
Im Rahmen der geriatrischen Rehabilitationsklinik betreibt das Stift mit den sogenannten Altenhöfen eine Neuentwicklung. Hier wird alten Menschen ein Leben und Wohnen in der Gemeinschaft in teils historischen Gebäuden der umliegenden Dörfer und in angenehmer Umgebung angeboten. Dazu zählen beispielsweise ein ehemaliges Schulhaus, eine stillgelegte Wassermühle und mit der Alten Posthalterei aus dem 16. Jahrhundert das älteste Haus in der Gemeinde Kloster Lehnin. Die ambulanten Pflege- und Versorgungsdienste des Altenhilfezentrums Lothar Kreyssig Haus stehen den Altenhöfen auch über eine Notrufanlage zur Verfügung.
Stephan Warnatsch stellte zu den Einrichtungen des Stifts resümierend fest: „Mit seiner modellhaften Vernetzung von Hilfeangeboten und der unauflösbaren Verbindung von «Beten und Tun des Gerechten», von Verkündigung und Diakonie ist das ehemalige Kloster und heutige Stift Lehnin ein «Schaufenster» der Kirche.“
- Siehe ausführlich zur Baugeschichte der heute noch genutzten historischen Gebäude den Beitrag über das Kloster Lehnin, der auch einen Lageplan der Gebäude enthält.

## Lage
- Anschrift: Klosterkirchplatz 20, 14797 Lehnin
- ÖPNV: Lehnin, Haltestelle Busbahnhof
- Anfahrt: Autobahn A 2 Berlin-Hannover, Abfahrt Lehnin oder Abfahrt Netzen
- WGS84: 52.320392132, 12.7436417341